# Wikipédia en hongrois
Wikipédia en hongrois (en hongrois : Magyar Wikipédia) est l’édition de Wikipédia en hongrois, langue finno-ougrienne parlée en Hongrie, Roumanie, Slovaquie, Serbie et en Ukraine. L'édition est lancée le 8 juillet 2003. Son code est : hu.
Au 20 mars 2025, l'édition en hongrois contient 555 500 articles et compte 584 725 contributeurs, dont 1 573 contributeurs actifs et 26 administrateurs.

## Historique

### Lancement

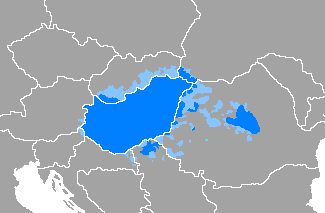
Aire de diffusion du hongrois.

La première trace de la création d'une version hongroise de l'encyclopédie en ligne remonte au 5 septembre 2001; à cette date, le cofondateur de Wikipédia Larry Sanger poste un message sur la Wikipédia en anglais annonçant la mise en ligne de deux versions linguistiques de Wikipédia dont la version en hongrois. Cette première mouture est accessible à l'adresse http://hu.wikipedia.com et fonctionne, comme l'ensemble des Wikipédias d'alors, sous le moteur de wiki UseModWiki.
La version de la Wikipédia en ligne aujourd'hui ne correspond pas à cette première version, dont le contenu a été intégralement remplacé lors de l'installation de la seconde version. La seconde version de la Wikipédia en hongrois est mise en ligne le 8 juillet 2003 par l'ingénieur en informatique hongrois Péter Gervai (en); elle est accessible à l'adresse http://hu.wikipedia.org et fonctionne sous le moteur de wiki MediaWiki, utilisé alors sur plusieurs versions linguistiques de Wikipédia. Son premier article est Omega, groupe de rock hongrois de la période communiste, créé le 14 juillet de la même année.

### Déploiement de Wikidata
En 2012, la Wikipédia en hongrois est désignée première Wikipédia à tester l'intégration de Wikidata, projet de base de données libre de la Wikimedia Foundation. Le déploiement de la première phase a eu lieu le 14 janvier 2013.

## Croissance et statistiques
- À la fin du mois d'août de l'année 2003, avec 31 articles créés, la Wikipédia en hongrois se classe en 34e position des versions linguistiques de Wikipédia par le nombre d'articles[5].
- Le 17 juillet 2008, l'édition en hongrois atteint la barre des 100 000 articles.
- En mai 2010, elle compte plus de 160 000 articles et 136 000 utilisateurs enregistrés.
- Le 13 mars 2016 elle compte 383 654 articles et 235 338 utilisateurs, ce qui en fait la 23e version de Wikipédia en nombre d'articles.
- Le 5 octobre 2022, elle contient 513 173 articles et compte 513 908 contributeurs, dont 1 611 contributeurs actifs et 24 administrateurs.
- Le 10 août 2024, elle contient 544 710 articles et compte 568 736 contributeurs, dont 1 399 contributeurs actifs et 25 administrateurs.